# Białobożnica (stacja kolejowa)
Białobożnica (ukr. Білобожниця, ros. Белобожница) – stacja kolejowa w miejscowości Białobożnica, w rejonie czortkowskim, w obwodzie tarnopolskim, na Ukrainie.
Stacja powstała w czasach Austro-Węgier na linii Galicyjskiej Kolei Transwersalnej.